# Titanes (serie de televisión)
Titanes (en inglés: Titans) es una serie de televisión web estadounidense creada por Akiva Goldsman, Geoff Johns y Greg Berlanti para DC Universe. Basada en el equipo de DC Comics Jóvenes Titanes, la serie muestra a un grupo de jóvenes héroes que unen fuerzas en su lucha contra el mal. Los miembros epónimos de los Titanes son Dick Grayson (Brenton Thwaites), Kory Anders (Anna Diop), Rachel Roth (Teagan Croft), Gar Logan (Ryan Potter), Jason Todd (Curran Walters), Donna Troy (Conor Leslie), Dawn Granger (Minka Kelly), Hank Hall (Alan Ritchson), Rose Wilson (Chelsea Zhang), y Conner / Superboy (Joshua Orpin).
Una serie de acción en vivo basada en Jóvenes Titanes entró en desarrollo en septiembre de 2014 para el canal de cable TNT, con Goldsman y Marc Haimes escribiendo el piloto. El piloto había sido ordenado en diciembre de 2014, pero nunca llegó a buen término, y TNT anunció en enero de 2016 que ya no seguiría adelante con el proyecto. En abril de 2017, se anunció que la serie se estaba desarrollando para DC Universe como su primer programa original con guion de Goldsman, Johns y Berlanti. Thwaites fue elegido como Grayson en septiembre de 2017, y otros principales de la serie fueron elegidos entre agosto y octubre de 2017.
Titanes se estrenó el 12 de octubre de 2018, y su primera temporada comprendió once episodios. Una segunda temporada de trece episodios se estrenó el 6 de septiembre de 2019, las cuales fueron estrenadas en DC Universe; la tercera temporada, se estrenó primero en HBO Max el 12 de agosto de 2021 y está programada para estrenarse a nivel internacional en Netflix el 8 de diciembre. En 2022 comenzó a rodarse su cuarta temporada y su fecha de estreno fue anunciada para el 3 de noviembre del mismo año. En enero de 2023, se anunció que la cuarta temporada sería la última.

## Sinopsis
Titanes sigue a los jóvenes superhéroes del equipo homónimo mientras luchan contra el mal y otros peligros. Disuelto cuando comienza la historia, la serie ve al equipo regresar cuando los miembros originales y nuevos reforman a los Titanes. Los Titanes luchan contra el crimen en varios lugares, con su base de operaciones en San Francisco.
Los primeros miembros del equipo en aparecer en la serie son el excompañero vigilante de Batman, Dick Grayson, la alienígena Kory Anders, la empática Rachel Roth y el cambiaformas Garfield «Gar» Logan. Dick se revela más tarde como uno de los Titanes originales, junto con la mitad amazona Donna Troy y el dúo de lucha contra el crimen Dawn Granger y Hank Hall. Después de la reforma de los Titanes, el nuevo socio de Batman, Jason Todd, y la asesina Rose Wilson se unieron al equipo.
En la primera temporada, Rachel acude a Dick para protegerse de las fuerzas peligrosas que la persiguen, lo que lleva a que se reúnan y formen un equipo con Kory y Gar. Los héroes finalmente aprenden que Rachel está siendo atacada por su padre demonio Trigon, que busca esclavizar al mundo. La temporada también muestra los esfuerzos de Dick para distanciarse de su mentor, y su alter ego Robin, mientras que Kory lucha con un ataque de amnesia que la deja inconsciente de su verdadera identidad.
La segunda temporada se centra en la reforma oficial de los Titanes mientras Dick lidera un nuevo equipo compuesto por Rachel, Gar y Jason. El regreso de los Titanes, sin embargo, lleva a la reaparición del temido asesino Deathstroke, cuyo conflicto previo con el equipo original causó su disolución. Cuando Deathstroke intenta eliminar a los héroes, los Titanes originales se ven obligados a enfrentarlo nuevamente mientras surgen otras amenazas de los malévolos Laboratorios Cadmus y de la hermana de Kory, Blackfire.
La tercera temporada ve a los Titans viajar a Gotham City después de que Jason es asesinado, donde Dick se une para proteger la ciudad con la comisionada de policía Barbara Gordon. Cuando Jason regresa bajo el control del notorio criminal Jonathan Crane, los Titanes se encuentran luchando contra su antiguo compañero de equipo para evitar que Crane destruya Gotham. También se representa la tensa reunión de Kory con Blackfire, que busca la redención de acciones pasadas, y el regreso de Donna del más allá tras su muerte en la temporada anterior.

## Elenco y personajes
- Brenton Thwaites como Richard «Dick» Grayson / Robin / Nightwing: El líder de los Titanes y excompañero vigilante de Batman, tratando de superar a su mentor y su personaje de Robin.[2][3][4] Miembro del equipo original, reforma a los Titanes mientras deja de ser Robin. Al ver a su personaje como un «líder renuente», Thwaites dijo que Dick está «tratando de descubrir quién es al mismo tiempo que está tratando de mantener al equipo protegido y seguro».[5] Tomaso Sanelli interpreta a Dick Grayson joven.
- Anna Diop como Koriand'r «Kory» Anders / Starfire: Una extraterrestre real del planeta Tamaran que tiene la capacidad de absorber y redirigir el calor.[6] Enviada a la Tierra para asesinar a Rachel, un episodio de amnesia hace que Kory olvide su misión y la envía a un viaje para descubrir quién es realmente. Diop comentó que el personaje tiene «algo realmente inocente, ingenuo, puro, divertido y curioso sobre ella», que trató de traer a su interpretación, y disfrutó interpretando a una extraterrestre debido a su inmigración de Senegal a los Estados Unidos a una edad temprana.[7]
- Teagan Croft como Rachel Roth / Raven: Nacida de un padre demonio y una madre humana.[8][1] Al principio, al comprender poco de su linaje y habilidades, los poderes de Rachel la llevaron a Dick y, posteriormente, se convirtió en miembro de los nuevos Titanes. Croft señaló que la relación de Rachel con Dick es «más una relación padre-hija» ya que ambos «comparten el mismo sentimiento de abandono».[9]
- Ryan Potter como Garfield «Gar» Logan / Beast Boy: Un cambiaformas que desarrolló el poder de transformarse en animales a partir de una droga que lo curó de una enfermedad letal.[10] Gar vivió anteriormente con la Patrulla Condenada antes de unirse al nuevo equipo de Titanes de Dick. Potter es un fanático del personaje desde que vio la serie animada Teen Titans, y describió a Gar como «una calidez en el programa» a través de «humor y momentos alegres».[11]
- Conor Leslie como Donna Troy / Wonder Girl (temporada 2–3; invitada: temporada 1): Un miembro de las Amazonas adoptada que comparte sus habilidades físicas mejoradas. Anteriormente compañera de Mujer Maravilla, se hizo amiga de Dick a una edad temprana y estaba en el equipo original de los Titanes.[12] Leslie notó que Donna tiene «una amistad de hermano y hermana» con Dick y los dos «se entienden de una manera que nadie más lo hará».[13] Andi Hubick interpreta a Donna Troy cuando era adolescente y Afrodite Drossos interpreta a Donna cuando era niña.
- Curran Walters como Jason Todd / Robin / Red Hood (temporada 2–3; recurrente: temporada 1, invitado: temporada 4): El sucesor de Dick como el compañero vigilante de Batman que es llevado al nuevo equipo de Titanes a pedido de Bruce Wayne.[14] Según Walters, Jason tiene un «lado divertido» y un «lado oscuro» y la transición entre los dos fue el aspecto más desafiante de interpretar al personaje.[15][16]
- Minka Kelly como Dawn Granger / Dove (temporada 2–3; recurrente: temporada 1): Una vigilante que sirve como contraparte táctica de su compañero y novio Hank.[17] También fue miembro del equipo original de los Titanes y anteriormente tuvo una relación con Dick. Kelly describió el estilo de lucha de Dawn como «más que un baile» debido a los antecedentes del personaje en ballet, jiu-jitsu y gimnasia, mientras que Hank «es un bruto y simplemente explota».[18]
- Alan Ritchson como Hank Hall / Hawk (temporada 2–3; recurrente: temporada 1): La mitad agresiva en un dúo de vigilantes compuesto por él y su novia Dawn.[19] Además de formar el equipo Hawk y Dove con su medio hermano Don, formó parte de los Titanes originales. Inicialmente reacio a asumir el papel porque previamente interpretó a Aquaman en la serie Smallville, Ritchson dijo que aceptó el papel después de escuchar un discurso del cocreador de la serie Geoff Johns.[20] Tait Blum interpreta a Hank joven.
- Esai Morales como Slade Wilson / Deathstroke (temporada 2; invitado: temporada 3): Un asesino biológicamente mejorado y exoperador de Delta Force que tiene una historia con los Titanes originales.[21] Morales declaró que el conflicto de Deathstroke contra los Titanes es «personal» para él «porque no te metes con la familia de un hombre».[22]
- Chelsea Zhang como Rose Wilson / Ravager (temporada 2): La hija de Deathstroke, que comparte sus reflejos mejorados y la curación regenerativa.[23][24]
- Joshua Orpin como Conner Kent / Superboy (temporada 2–4): Un clon genético de Superman y Lex Luthor, que posee sus habilidades y rasgos de personalidad. Creado en los Laboratorios Cadmus, entra en contacto con los Titanes después de escapar de la instalación con Krypto.[25][26] El personaje fue interpretado previamente por el doble de cuerpo Brooker Muir en la primera temporada.
- Damaris Lewis como Komand'r / Blackfire (temporada 3; invitada: temporada 2), hija mayor de la familia real de Tamaran y hermana de Kory.[27]
- Savannah Welch como Barbara Gordon / Oracle (temporada 3): La comisionada del Departamento de Policía de Gotham City, sucediendo a su difunto padre. Welch, que sufre una amputación por encima de la rodilla, consideró importante "representar la realidad de una mujer que está atada a una silla lo más fielmente posible" en su actuación para garantizar "a cualquier persona que esté atada a una silla o en una posición cerca de eso, realmente se siente representado ".[28]
- Vincent Kartheiser como el Dr. Jonathan Crane / Espantapájaros (temporada 3): Un psicólogo criminalista que explota los miedos de sus víctimas. Encarcelado en Arkham Asylum, ayuda a la policía de Gotham City con sus investigaciones. El showrunner Greg Walker describió a Crane como "un villano perfecto" cuyo conocimiento de las fobias hace que "se deshaga de sus sentimientos y emociones, y ahí es donde queremos vivir".
- Jay Lycurgo como Tim Drake (Recurrente: temporada 3; Principal: temporada 4): Un residente de Gotham que es un gran fanático de Batman y Robin y desea ser un héroe como ellos. Se une a los Titans al final de la tercera temporada.
- Franka Potente como May Bennett / Mother Mayhem (temporada 4): Una bruja líder de un culto de sangre que se hace pasar por arqueóloga aliada de Lex Luthor.
- Joseph Morgan como Sebastian Sanger / Brother Blood (temporada 4): Un taxidermista y diseñador de aplicaciones que tiene una extraña conexión con el Templo de Azarath.

## Episodios
| Temporada | Temporada | Episodios | Episodios | Emisión original        | Emisión original        | Emisión original |
| Temporada | Temporada | Episodios | Episodios | Primera emisión         | Última emisión          | Cadena           |
| --------- | --------- | --------- | --------- | ----------------------- | ----------------------- | ---------------- |
|           | 1         | 11        | 11        | 12 de octubre de 2018   | 21 de diciembre de 2018 | DC Universe      |
|           | 2         | 13        | 13        | 6 de septiembre de 2019 | 29 de noviembre de 2019 | DC Universe      |
|           | 3         | 13        | 13        | 12 de agosto de 2021    | 21 de octubre de 2021   | HBO Max          |
|           | 4         | 12        | 6         | 3 de noviembre de 2022  | 1 de diciembre de 2022  | HBO Max          |
|           | 4         | 12        | 6         | 13 de abril de 2023     | 11 de mayo de 2023      | HBO Max          |

## Producción

### Desarrollo
En septiembre de 2014 se anunció un posible proyecto de acción en vivo de Titans para el canal de cable TNT. En diciembre de 2014, se había ordenado un piloto escrito por Akiva Goldsman y Marc Haimes que presentaría a Dick Grayson emergiendo de la sombra de Batman para convertirse en Nightwing, el líder de una banda de héroes que incluye Starfire, Raven, Hawk y Dove y Oráculo. El piloto estaba programado para filmarse en Toronto a mediados de 2015. En mayo de 2015, el presidente de TNT, Kevin Reilly, dijo que esperaban tener el reparto listo para el comienzo de la filmación y que el programa sería «muy fiel» a los cómics e «innovador». La serie, llamada Titans y luego Blackbirds, comenzó a rodarse en Toronto a mediados de 2015. La producción se aplazó hasta octubre. En enero de 2016, se anunció que TNT ya no seguiría adelante con el proyecto. En febrero de 2016, Geoff Johns declaró «Nosotros [en DC] hemos sabido sobre eso [TNT cancelando Titans] durante meses. Eso no es una noticia nueva para nosotros. Tenemos planes para Titans. Es una gran parte de DC y tenemos planes». Johns, que había pasado siete años desarrollando el material con Goldsman, dijo en octubre de 2018 que el proyecto dependía de asegurar los derechos de Dick Grayson. Él dijo: «No puedes hacer Titans sin Robin ... Así que para eso hubo mucho trabajo detrás de escenas». Los proyectos anteriores de los Titanes se habían visto obstaculizados por los derechos de Batman, que no los tenían.
En abril de 2017, Warner Bros. anunció que Titanes debutaría en 2018 en el servicio digital de DC Comics. La serie es desarrollada por Goldsman, Johns, Greg Berlanti y Sarah Schechter, con Goldsman, Johns y Berlanti escribiendo el episodio piloto. Todos también son productores ejecutivos de la serie para Weed Road Pictures y Berlanti Productions en asociación con Warner Bros. Television. Aunque inicialmente se anunciaron doce episodios, el undécimo episodio fue anunciado como el final de la primera temporada en diciembre de 2018.
Antes del estreno de la serie en la New York Comic Con en octubre de 2018, Titanes fue renovada para una segunda temporada y el duodécimo episodio de la primera temporada se trasladó para convertirse en el estreno de la segunda temporada. Para la temporada, Greg Walker y John Fawcett fueron agregados como productores ejecutivos. La segunda temporada se estrenó el 6 de septiembre de 2019, y consistirá en 13 episodios. La producción de la temporada 2 se suspendió temporalmente en julio de 2019 debido a la muerte accidental del coordinador de efectos especiales Warren Appleby; el estreno de la temporada está dedicado en su memoria.
En noviembre de 2019, DC confirmó una tercera temporada, que se estrenará en 2020. En el DC FanDome en agosto de 2020, Walker reveló que Red Hood, Jonathan Crane y Barbara Gordon aparecerán en la tercera temporada.

### Casting
A principios de agosto de 2017, Teagan Croft fue elegida como Rachel Roth, seguida a finales de mes por Anna Diop que fue elegida como Kory Anders, y Brenton Thwaites como Dick Grayson. Antes del estreno de la serie, Diop redujo su presencia en redes sociales debido a ataques racistas por su elección. El elenco principal de la primera temporada sería completado por Ryan Potter como Gar Logan, quien fue anunciado en octubre de 2017.
A principios de septiembre de 2017, Alan Ritchson y Minka Kelly fueron elegidos para los papeles recurrentes de Hank Hall y Dawn Granger, respectivamente. A finales de mes, Lindsey Gort había sido elegida como Amy Rohrbach. En enero de 2018, Seamus Dever fue elegido para un papel no revelado que luego se revelaría como Trigon, y un mes después, los miembros de la Patrulla Condenada fueron anunciados con Bruno Bichir como el Jefe, April Bowlby como Rita Farr, Jake Michaels como Cliff Steele, y Matt Bomer como Larry Trainor. Curran Walters y Conor Leslie aparecen como Jason Todd y Donna Troy, respectivamente. En agosto de 2018, Elliot Knight fue elegido como Don Hall.
En febrero de 2019, se anunció que Joshua Orpin había sido elegido como Conner Kent para la segunda temporada. Después de que Geoff Johns avanzara al personaje, Esai Morales fue elegido como Deathstroke en marzo de 2019, con Chella Man y Chelsea Zhang anunciados como sus hijos Jericho y Rose. Iain Glen fue elegido como Bruce Wayne / Batman el 11 de abril de 2019, marcando la primera aparición física del personaje después de ser interpretado por dobles en el final de la primera temporada. En junio de 2019, Natalie Gumede y Drew Van Acker fueron elegidos como Mercy Graves y Garth, respectivamente. En julio de 2019, Genevieve Angelson fue anunciada como la científica de los Laboratorios Cadmus, la Dra. Eve Watson. En agosto de 2019, se reveló que Michael Mosley interpretaría al Dr. Light. El mismo mes, Olunike Adeliyi anunció en su Instagram que se había unido al elenco para interpretar a la bailarina Mati Matisse y Hanneke Talbot se reveló como Shimmer. En septiembre de 2019, se reveló que Demore Barnes interpretaría a Wintergreen. Tras la aparición del personaje en un avance de octubre de 2019, Anna Diop confirmó en su Instagram que Damaris Lewis interpretaría a Blackfire, que también fue confirmada por Lewis.
En diciembre de 2019, Damaris Lewis se une al elenco principal; luego de haber interpretado a Blackfire como personaje invitado en la segunda temporada. En enero de 2021, Savannah Welch fue anunciada como la intérprete de Barbara Gordon; ese mismo mes, se reveló que Jay Lycurgo interpretaría a Tim Drake.
En enero de 2022, Joseph Morgan, Franka Potente y Lisa Ambalavanar fueron anunciados como los villanos de la cuarta temporada Hermano Sangre, Mother Mayhem y Jinx, respectivamente.

### Filmación
La filmación de la primera temporada comenzó el 15 de noviembre de 2017 en Toronto y Hamilton, Ontario, y concluyó el 28 de junio de 2018. La filmación de la segunda temporada comenzó el 2 de abril de 2019, y concluyó el 8 de octubre de 2019. La producción se suspendió debido a la muerte accidental del coordinador de efectos especiales Warren Appleby el 18 de julio, pero se reanudó el 24 de julio de 2019.[cita requerida] La filmación de la tercera temporada fue interrumpida por la pandemia de coronavirus y está programada para comenzar en el cuarto trimestre de 2020. El rodaje de la tercera temporada comenzó el 13 de octubre de 2020 y está programado para concluir el 10 de junio de 2021.

## Lanzamiento

### Emisión
Titanes se estrenó el 12 de octubre de 2018, con nuevos episodios que se lanzaron en DC Universe semanalmente. La primera temporada consistió en once episodios. El primer episodio de Titanes se proyectó el 3 de octubre de 2018 en la New York Comic Con. La serie se lanzó internacionalmente a través de Netflix fuera de los Estados Unidos el 11 de enero de 2019.
La segunda temporada se estrenó el 6 de septiembre de 2019 y concluyó el 29 de noviembre de 2019, consistió de 13 episodios. Fuera de Estados Unidos, la segunda temporada estuvo disponible a través de Netflix, el 10 de enero de 2020.

### Versión para el hogar
La primera temporada de Titanes se lanzó digitalmente el 21 de marzo de 2019, y en DVD y Blu-Ray el 16 de julio de 2019.

## Recepción

### Recepción crítica
| Temporada | Temporada | Rotten Tomatoes   | Metacritic      |
| --------- | --------- | ----------------- | --------------- |
|           | 1         | 80% (45 reseñas)  | 55% (8 reseñas) |
|           | 2         | 81% (21 reseñas)  | —               |
|           | 3         | 100% (16 reseñas) | —               |

En Rotten Tomatoes, la primera temporada tiene un índice de aprobación de «Certificado fresco» del 80%, con un índice promedio de 6.66 de 10 basado en 45 reseñas. El consenso crítico del sitio dice: «A pesar de algunos dolores de crecimiento tonales, Titanes hace justicia a su material fuente y realmente brilla cuando su conjunto titular finalmente se ensambla». Metacritic dio a la primera temporada una puntuación de 55 sobre 100 basada en 8 reseñas, que indican «reseñas mixtas o promedio».
Susana Polo, de Polygon, elogió Titanes por «moderar la violencia brutal y el tema oscuro con humor, y al dar a sus personajes mucho tiempo para estirarse, respirar y apegarse el uno al otro». Charlie Ridgely, de Comicbook.com, escribió que Diop «transmite tanta maravilla e intriga con sus expresiones sutiles y genuinas, pero hay una constante ferocidad y tenacidad que siempre acechan justo debajo de la superficie». Rosie Knight de Nerdist escribió que «el elenco está en el centro de lo que hace a Titanes tan agradable», al tiempo que alaba el guion también. El colaborador de Forbes, Merrill Barr, comparó el programa con Riverdale de The CW, describiéndolo como «una serie oscura y arenosa muy alejada de la imagen que los Jóvenes Titanes han obtenido a través de una variedad de salidas animadas en las últimas décadas». Barr argumentó que los espectadores «que toman el tono con calma se encontrarán en medio de una serie marcada directamente a sus intereses». Rob Salkowitz, de Forbes, escribió que Titanes «de alguna manera logra cumplir con el tono oscuro y premonitorio que las primeras películas de DC se equivocaron tan notoriamente al tomar».
Kevin Yeoman, de Screen Rant, criticó la violencia excesiva del programa y escribió que Titanes «no presenta ningún pensamiento nuevo o particularmente convincente sobre sus personajes o sobre los superhéroes en general». Del mismo modo, Vinne Mancuso, de Collider, dijo que «si solo eres un fanático de la buena violencia y la narración temperamental, este no es un ejemplo bien hecho de eso».
En Rotten Tomatoes, la segunda temporada tiene un índice de aprobación del 81% basado en 21 reseñas. Su consenso crítico dice: «Aunque la segunda temporada de Titanes sufre de una ligera caída al comienzo, rápidamente se restablece, aprovechando el impulso de su primera temporada mientras establece un marco fascinante sobre dónde podría ir el programa».

### Premios y nominaciones
| Año  | Premio                                      | Categoría                                                | Nominado(s)                                                                           | Resultado | Ref.    |
| ---- | ------------------------------------------- | -------------------------------------------------------- | ------------------------------------------------------------------------------------- | --------- | ------- |
| 2019 | Canadian Society of Cinematographers Awards | Mejor cinematografía de televisión dramática             | Boris Mojsovski («Pilot»)                                                             | Ganador   | [ 101 ] |
| 2019 | Canadian Society of Cinematographers Awards | Mejor cinematografía en una serie de televisión          | Brendan Steacy («Dick Grayson»)                                                       | Nominado  | [ 101 ] |
| 2019 | Golden Trailer Awards                       | Mejor avance para una serie                              | Titans «So Dark (Deadpool)», Warner Bros., WB Worldwide Television Marketing In House | Nominado  | [ 102 ] |
| 2019 | Premios Teen Choice 2019                    | Mejor actor de acción en televisión                      | Brenton Thwaites                                                                      | Nominado  | [ 103 ] |
| 2019 | American Society of Cinematographers        | Mejor episodio de una serie para televisión no comercial | Brendan Steacy («Dick Grayson»)                                                       | Nominado  | [ 104 ] |

## Otros medios

### Serie derivada
En mayo de 2018, DC Universe anunció que la serie de acción en vivo Doom Patrol había recibido un pedido directo a serie como una serie derivada prevista para Titanes. Sin embargo, a pesar de la orden inicial y de compartir personajes y actores, Doom Patrol ocupa una continuidad separada. Desarrollado por Jeremy Carver (quien escribió el piloto), Berlanti y Johns (quienes también sirven como productores ejecutivos junto con Schechter) para Warner Bros. Television y Berlanti Productions, la serie presenta al Jefe, Cliff Steele, Larry Trainor, Vic Stone, Rita Farr y Jane como miembros de la Patrulla Condenada (en inglés: Doom Patrol) del mismo nombre. April Bowlby, Matt Bomer, y Brendan Fraser repiten sus papeles como Rita, la voz de Larry, y la voz de Cliff, mientras que Matthew Zuk y Riley Shanahan reemplazan a Dwain Murphy y Jake Michaels como las representaciones físicas de Larry y Cliff, y Timothy Dalton reemplaza a Bruno Bichir como el Jefe. Al elenco también se unen Diane Guerrero como Jane, Joivan Wade como Cyborg y Alan Tudyk como Mr. Nobody. La producción comenzó en agosto de 2018 y la serie se estrenó el 15 de febrero de 2019.
Las encarnaciones de Rita, Larry y Cliff de Doom Patrol estaban destinadas a aparecer en el final original de la temporada 1 de Titans. Después de que el final original fue retirado de la temporada, se eliminaron sus apariciones.

### Arrowverso
Las encarnaciones de Titanes de Hank Hall, Jason Todd, Rachel Roth, Kory Anders y Dawn Granger hacen un cameo en el evento cruce del Arrowverso «Crisis on Infinite Earths», con Alan Ritchson, Curran Walters, Teagan Croft, Anna Diop y Minka Kelly en sus respectivos papeles. El evento establece que los sucesos de Titanes ocurren en Tierra-9, que es una de las tierras destruidas por el Antimonitor (LaMonica Garrett) durante la Crisis y al final vuelve a ser restaurada.